# Skane-Nunatak
Der Skane-Nunatak ist ein markanter und 130 m hoher Nunatak im Südwesten der Anvers-Insel im westantarktischen Palmer-Archipel. Er ragt 600 m östlich des Kap Monaco auf.
Das Advisory Committee on Antarctic Names benannte ihn 2007 nach Richard J. Skane, Vorarbeiter für Zimmererarbeiten im Rahmen des United States Antarctic Program auf der McMurdo-Station für vier Kampagnen ab 1979 sowie in zehn Kampagnen von 1986 bis 1996 auf der Palmer-Station.